# Atletismo nos Jogos Olímpicos de Verão de 2024 - Revezamento misto da maratona de marcha atlética
A prova do revezamento misto da maratona de marcha atlética do atletismo nos Jogos Olímpicos de Verão de 2024 ocorreu em 7 de agosto de 2024 num percurso montado na Pont d'Iéna e ao redor da Praça do Trocadéro, em Paris. Um total de 50 atletas de 25 Comitês Olímpicos Nacionais (CON) participaram do evento. Foi a estreia do evento em Jogos Olímpicos, substituindo a prova de 50 km masculina da marcha atlética.

## Qualificação
Cada Comitê Olímpico Nacional (CON) poderia inscrever no máximo duas equipes qualificadas na prova. As cinco primeiras equipes no Campeonato Mundial de Marcha Atlética por Equipes de 2024 classificaram duas duplas, enquanto as equipes subsequentes classificaram uma dupla cada uma. As três duplas restantes se classificaram através do ranking mundial da World Athletics entre 31 de dezembro de 2022 e 30 de junho de 2024.

## Formato
Para a prova inaugural do revezamento de marcha atlética mista, as vinte e cinco equipes foram compostas por um atleta masculino e uma atleta feminina, competindo em uma corrida de quatro etapas abrangendo a distância da maratona (42,195 km). O homem e a mulher da equipe se reveza a cada 10 km aproximadamente até completar as quatro pernas, vencendo a equipe que completar o percurso no menor tempo.

## Calendário
Horário local (UTC+2)
| Data                | Horário | Fase  |
| ------------------- | ------- | ----- |
| 7 de agosto de 2024 | 7:30    | Final |

## Medalhistas
| Ouro   | ESP Álvaro Martín e María Pérez    |
| Prata  | ECU Brian Pintado e Glenda Morejón |
| Bronze | AUS Rhydian Cowley e Jemima Montag |

## Resultados
Os atletas que completaram o percurso no menor tempo conquistam as medalhas.
Penalizações
Cada vez que um atleta descumpre uma das regras da marcha atlética, recebe um cartão de advertência que pode ser:
- Contato perdido com o solo (~)
- Dobramento dos joelhos (>)

| Pos.              | Atletas                                | CON            | Tempo individual | Tempo total | Diferença | Penalidades |
| ----------------- | -------------------------------------- | -------------- | ---------------- | ----------- | --------- | ----------- |
| Medalha de ouro   | Álvaro Martín María Pérez              | ESP Espanha    | 1:21:44 1:28:07  | 2:50:31     |           |             |
| Medalha de prata  | Brian Pintado Glenda Morejón           | ECU Equador    | 1:21:48 1:29:34  | 2:51:22     | +0:51     | ~~          |
| Medalha de bronze | Rhydian Cowley Jemima Montag           | AUS Austrália  | 1:23:20 1:28:18  | 2:51:38     | +1:07     |             |
| 4                 | César Rodríguez Kimberly García        | PER Peru       | 1:24:08 1:27:48  | 2:51:56     | +1:25     | ~ ~         |
| 5                 | Ever Palma Alegna González             | MEX México     | 1:25:12 1:27:26  | 2:52:38     | +2:07     | ~           |
| 6                 | Massimo Stano Antonella Palmisano      | ITA Itália     | 1:22:34 1:31:18  | 2:53:52     | +3:21     | ~           |
| 7                 | Caio Bonfim Viviane Lyra               | BRA Brasil     | 1:23:06 1:31:02  | 2:54:08     | +3:37     | ~~          |
| 8                 | Masatora Kawano Kumiko Okada           | JPN Japão      | 1:23:22 1:32:18  | 2:55:40     | +5:09     | ~~          |
| 9                 | Miguel Ángel López Cristina Montesinos | ESP Espanha    | 1:24:01 1:32:09  | 2:56:10     | +5:39     | ~           |
| 10                | Christopher Linke Saskia Feige         | GER Alemanha   | 1:23:56 1:32:18  | 2:56:14     | +5:43     | ~~          |
| 11                | Aurélien Quinion Clémence Beretta      | FRA França     | 1:24:17 1:32:37  | 2:56:54     | +6:23     | ~~          |
| 12                | Mateo Romero Sandra Arenas             | COL Colômbia   | 1:25:58 1:31:56  | 2:57:54     | +7:23     | ~           |
| 13                | Eiki Takahashi Ayane Yanai             | JPN Japão      | 1:23:39 1:34:29  | 2:58:08     | +7:37     | ~ ~         |
| 14                | He Xianghong Qieyang Shijie            | CHN China      | 1:28:27 1:30:46  | 2:59:13     | +8:42     | ~~ ~        |
| 15                | Zhang Jun Yang Jiayu                   | CHN China      | 1:28:04 1:32:39  | 3:00:43     | +10:12    | ~~~~~       |
| 16                | Maher Ben Hlima Olga Chojecka          | POL Polônia    | 1:27:20 1:33:35  | 3:00:55     | +10:24    | ~           |
| 17                | Ivan Banzeruk Lyudmyla Olyanovska      | UKR Ucrânia    | 1:30:21 1:31:29  | 3:01:50     | +11:19    | >~>         |
| 18                | Dominik Černý Hana Burzalová           | SVK Eslováquia | 1:27:42 1:36:12  | 3:03:54     | +13:23    | >           |
| 19                | César Herrera Laura Mojica             | COL Colômbia   | 1:27:34 1:36:22  | 3:03:56     | +13:25    | ~~          |
| 20                | Evan Dunfee Olivia Lundman             | CAN Canadá     | 1:23:32 1:41:25  | 3:04:57     | +14:26    | >>>         |
| 21                | Bence Venyercsán Rita Récsei           | HUN Hungria    | 1:27:50 1:37:28  | 3:05:18     | +14:47    | ~ ~         |
| 22                | Declan Tingay Rebecca Henderson        | AUS Austrália  | 1:29:23 1:39:58  | 3:09:21     | +18:50    | ~~ ~        |
| 23                | Mazlum Demir Ayşe Tekdal               | TUR Turquia    | 1:28:45 1:46:08  | 3:14:53     | +24:22    |             |
|                   | Vít Hlaváč Eliška Martínková           | CZE Chéquia    | 1:27:06 DNF      | DNF         |           | >>          |
|                   | Suraj Panwar Priyanka Goswami          | IND Índia      | 1:29:52 DNF      | DNF         |           | >~ ~>>      |

Legenda
| Recorde mundial      | Recorde mundial (World record)               |                       | Recorde africano                      | Recorde africano (African) |                                           | Q | Classificado por posição (Qualified) |
| Recorde olímpico     | Recorde olímpico (Olympic record)            | Recorde da América    | Recorde da América (Americas)         | q                          | Classificado por melhor tempo (Qualified) |   |                                      |
| Melhor marca do ano  | Melhor marca do ano (World leading)          | Recorde asiático      | Recorde asiático (Asian)              | DNS                        | Não largou (Did not start)                |   |                                      |
| Recorde nacional     | Recorde nacional (National record)           | Recorde europeu       | Recorde europeu (European)            | DNF                        | Não terminou (Did not finish)             |   |                                      |
| Recorde pessoal      | Recorde pessoal do atleta (Personal best)    | Recorde da Oceania    | Recorde da Oceania (Oceania)          | DSQ / DQ                   | Desclassificado (Disqualified)            |   |                                      |
| Recorde da temporada | Recorde da temporada do atleta (Season best) | Recorde sul-americano | Recorde sul-americano (South America) | NM                         | Sem marca (No mark)                       |   |                                      |